# Sébastien Chabal
Sébastien Chabal (ur. 8 grudnia 1977 w Valence) – rugbysta francuski, były reprezentant kraju. 
Na boisku występował w drugiej lub trzeciej linii młyna. Dla reprezentacji Francji w rugby od 2000 do 2011 roku rozegrał 62 spotkania i zdobył 30 punktów. W karierze klubowej reprezentował barwy Bourgoin (1998–2004), Sale Sharks (2004–2009), Racing Métro 92 Paris (2009–2012) i Lyon (2012-2014).
Uczestnik Pucharu Sześciu Narodów, a także Pucharu Świata we Francji w 2007 roku. Zdobywca Pucharu Sześciu Narodów w 2007 roku. Jeden z najbardziej popularnych graczy rugby na świecie, co wiąże się m.in. z agresywnym stylem gry i specyficznym jak na rugbystę wyglądem - Chabal nosi długie włosy i brodę. Ma 192 cm i 117 kg.
W lutym 2012 ogłosił chęć gry w Australii po zerwaniu kontraktu z Racing Métro 92.